# Wyoming (Rhode Island)
Wyoming – jednostka osadnicza w Stanach Zjednoczonych, w stanie Rhode Island, w hrabstwie Washington.